# Le Médecin de service
Pour plus de détails, voir Fiche technique et Distribution.
Le Médecin de service ou Rigadin remplace le médecin de service est un film muet français réalisé par Georges Monca, sorti en 1911.

## Fiche technique
- Titre : Le Médecin de service
- Autre titre : Rigadin remplace le médecin de service
- Réalisation : Georges Monca
- Scénario :
- Photographie :
- Montage :
- Société de production : Société cinématographique des auteurs et gens de lettres (S.C.A.G.L)
- Société de distribution : Pathé Frères
- Pays d'origine :  France
- Langue : film muet avec les intertitres en français
- Métrage : 210 mètres
- Format : Noir et blanc — 35 mm — 1,33:1 — Muet
- Genre :  Comédie
- Durée : 7 minutes
- Dates de sortie : 
  -  France : 1911

## Distribution
- Charles Prince : Rigadin
- Gaston Dupray
- Maria Fromet
- Gaston Prika
- Henri Legrand
- Paul Landrin
- Yvonne Harnold
- Sarah Morin
- Paul Chartrettes
- Gabrielle Chalon
- Germaine Lançay
- Fernande Bernard
- Marcelle Barry
- Édouard Delmy
- Léon Favey
- André Barally
- Gaston Benoît
- Madame Cassagne
- Hermenoult
- Bessy
- Lacombe
- Longuépée